# العروض الوسطى

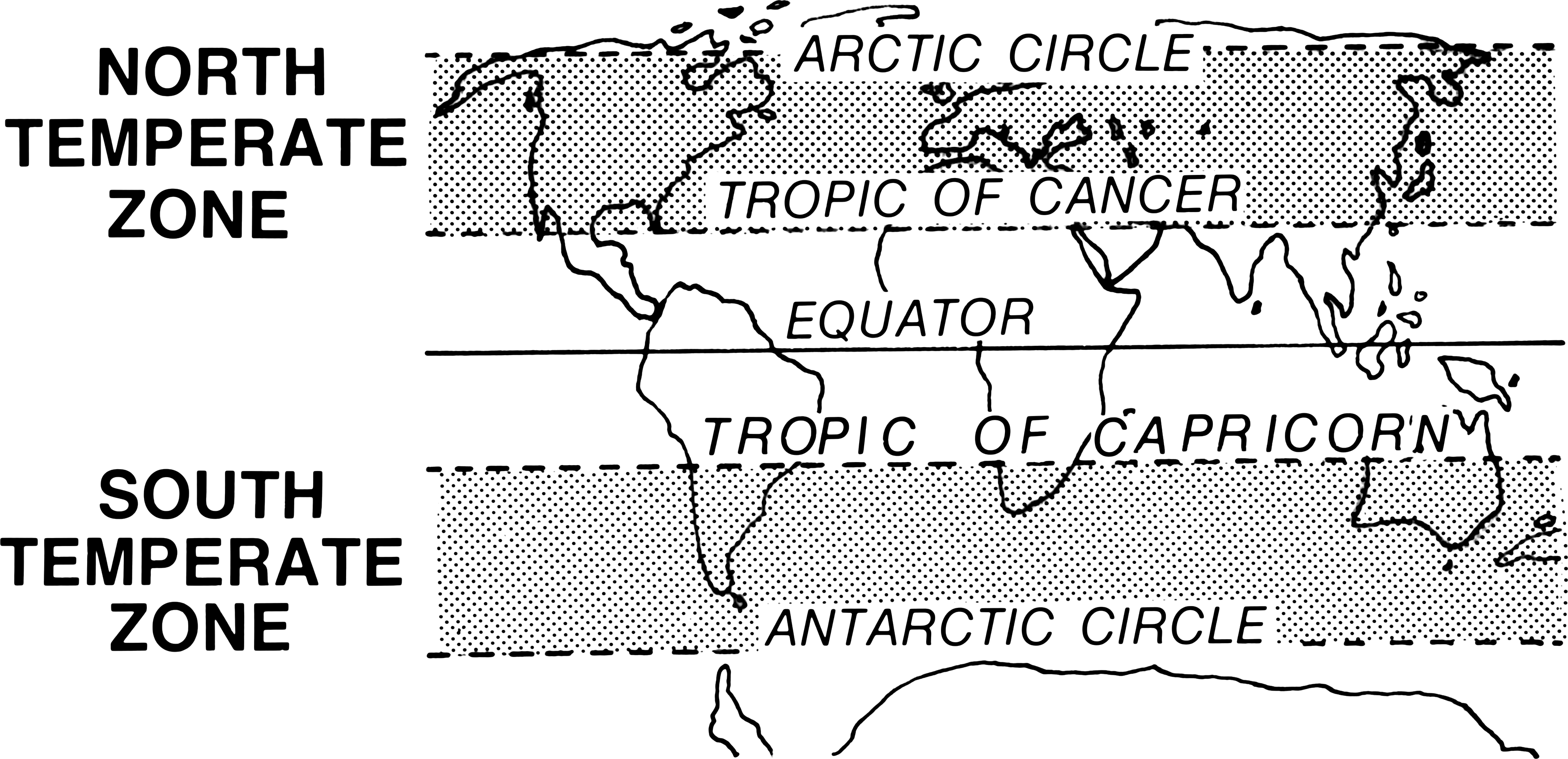

العروض الوسطى أو العروض المتوسطة هي التي تقع بين مدار السرطان (العرض 23° 26' 22" شمالاً) والدائرة القطبية الشمالية (العرض 66° 33' 29" شمالاً) ومدار الجدي (23° 26' 22" جنوبًا) والدائرة القطبية الجنوبية (العرض66° 33' 29" جنوبًا)، أو مناطق المناخ المعتدل في الأرض التي تقع بين المناطق الاستوائية والمنطقة القطبية الشمالية والمنطقة القطبية الجنوبية. وتوجد الجبهات الهوائية والأعاصير خارج الاستوائية عادةً في هذه المنطقة، وكذلك الأعاصير الاستوائية العرضية التي انتقلت من مناطق تشكلها بالقرب من خط الاستواء.
وغالبًا ما تكون الرياح السائدة في العروض المتوسطة قوية جدًا. تشهد هذه الأجزاء من العالم أيضًا تنوعًا مناخيًا كبيرًا سريع التغير مثل الكتل الهوائية الباردة القادمة من القطبين والكتل الهوائية الدافئة القادمة من المناطق الاستوائية حيث تندفعان صعودًا وهبوطًا، وفي بعض الأحيان تتناوب مع بعضها البعض في غضون ساعات، وخاصةً في أربعينات مزمجرة (بين خطي عرض 40 و50 درجة في كلا نصفي الكرة الأرضية).
وهناك خمسة أنواع من مناخات العروض المتوسطة؛ مناخ متوسطي، والمناخ الرطب شبه المداري، والمناخ المحيطي، والمناخ القاري الرطب والمناخ الشبه القطبي.